# 2I/보리소프
2I/보리소프(2I/Borisov)는 오우무아무아에 이어 두 번째로 관측된 성간 천체이자, 첫 번째로 관측된 성간 혜성이다. 한때 C/2019 Q4(보리소프)라는 명칭을 부여받았다. 2I/보리소프는 궤도이심률이 3.36에 달해 태양에 묶여있지 않다. 혜성은 2019년 10월 말 황도를 통과하여 12월 8일 태양에 2 AU 이내로 가장 근접하였다. 2019년 11월, 예일대학교의 천문학자는 혜성이 (핵과 꼬리를 포함하여) "지구의 14배"라고 밝히고, "다른 태양계에서 온 이 방문객에 비해 지구가 얼마나 작은지 깨닫는 것은 겸손한 일이다"고 논평하였다.

## 명명법
국제천문연맹은 2I/Borisov를 공식 명칭으로 확정하였고, "2I", "2I/2019 Q4"이라는 명칭과 "보리소프라는 이름을 함께 쓰지만, 언론에서는 "보리소프 혜성"이라고 흔히 부른다. 1I/오우무아무아에 이은 두번째 성간천체의 발견이기 때문에 2I는 성간(Interstellar)에서 I를 따와 혜성 명명법의 관례를 따랐다. 혜성의 이름은 발견자의 이름을 따와서 명명하는 전통에 따라 보리소프라는 이름을 받았다. 2I/보리소프로 지정되기 전까지 불렸던 다른 이름은 아래와 같다.
- 근지구 천체로 추정되어 소행성체 센터의 지구접근천체 확인 페이지에 "gb00234"이라는 이름으로 올랐다.[19]
- 13일간 관측이 더 진행되어, 쌍곡선 궤도를 가진 혜성으로 판명되어, 소행성체 센터는 2019년 9월 11일에 "C/2019 Q4 (보리소프)"라고 명명하였다.[20] 데이비드 파르노치아, 빌 그레이, 데이비드 톨런 등 천문학자는 이 천체를 성간천체로 거의 확신하고 있었다.[20]

- 2019년 9월 24일, 국제천문연맹은 소행성체 명명 그룹이 혜성의 이름을 2I/보리소프로 이름을 명명하고, 성간천체로 확정하였음을 발표하였다.[8][15]

## 같이 보기
- 오우무아무아

### 내용주
1. ↑  2019년 10월 12일, 보리소프의 반꼬리를 허블 우주 망원경의 Wide Field Camera 3의 UVIS F350LP 채널로 촬영하였다.[1][2] 촬영 시점에 보리소프는 지구에서 4억 1,800만km 떨어져 있었고,  시속 177,000km로 이동 중이었다.[2]
2. ↑  이심률이 1보다 크면, 음의 긴반지름을 가지는데, 이는 쌍곡선, 포물선의 점근선의 교점까지의 거리이다. 근일점거리가 짧을수록, 이심률이 1보다 클 수록, 궤도 긴반지름은 0에 가까워진다. 쌍곡선 궤도 참고.
3. ↑  게나디 보리소프가 여덟번째로 발견한 혜성이기 때문에, 애매한 이 명칭은 공식적으로 쓰이지 않는다

### 참조주
1. ↑  
National Aeronautics and Space Administration; European Space Agency; Jewitt, David (2019년 10월 16일). “Comet 2I/Borisov Compass Image”. 《Hubblesite》. 2019년 10월 17일에 원본 문서에서 보존된 문서. 2019년 10월 17일에 확인함. C/2019 Q4 (Borisov); HST WFC3/UVIS F350LP; Oct. 12, 2019
2. 1 2  
National Aeronautics and Space Administration; European Space Agency; Jewitt, David (2019년 10월 16일). “Hubble Observes First Confirmed Interstellar Comet”. 《Hubblesite》. 2019년 10월 17일에 원본 문서에서 보존된 문서. 2019년 10월 17일에 확인함. Hubble took a series of snapshots as the comet streaked along at 110,000 miles per hour. [...] The comet was 260 million miles from Earth when Hubble took the photo. [...] This Hubble image, taken on October 12, 2019 [...] reveals a central concentration of dust around the nucleus (which is too small to be seen by Hubble).
3. 1 2  
“2I/Borisov=C/2019 Q4 (Borisov)”. Minor Planet Center. 2019년 10월 1일. 2019년 10월 5일에 확인함.
4. 1 2  
“JPL Small-Body Database Browser: C/2019 Q4 (Borisov)”. 제트추진연구소. 2019년 11월 26일에 원본 문서에서 보존된 문서. 2019년 11월 26일에 확인함.
5. ↑  
Gray, Bill (2019년 9월 20일). “Pseudo-MPEC for gb00234”. Project Pluto. 2019년 9월 11일에 원본 문서에서 보존된 문서. 2019년 9월 20일에 확인함.
6. 1 2  
Guzik, Piotr; Drahus, Michał; Rusek, Krzysztof; Waniak, Wacław; Cannizzaro, Giacomo; Pastor-Marazuela, Inés (2019년 10월 14일). “Initial characterization of interstellar comet 2I/Borisov”. 《Nature Astronomy》 136: 467. arXiv:1909.05851v3. Bibcode:2019NatAs.tmp..467G. doi:10.1038/s41550-019-0931-8. ISSN 2397-3366.
7. ↑  
Siraj, Amir; Loeb, Abraham (2019년 9월 19일). “An Argument for a Kilometer-scale Nucleus of C/2019 Q4”. 《Research Notes of the AAS》 3 (9): 132. arXiv:1909.07286. Bibcode:2019RNAAS...3..132S. doi:10.3847/2515-5172/ab44c5. ISSN 2515-5172.
8. 1 2 3 4  Christensen, Lars Lindberg. “Naming of New Interstellar Visitor: 2I/Borisov” (보도 자료). International Astronomical Union. 2020년 4월 23일에 원본 문서에서 보존된 문서. 2019년 9월 24일에 확인함.
9. ↑  
Fitzsimmons, Alan; Hainaut, Olivier; Meech, Karen; Jehin, Emmanuel; Moulane, Youssef; Opitom, Cyrielle; Yang, Bin; Keane, Jacqueline V.; Kleyna, Jan T.; Micheli, Marco; Snodgrass, Colin (2019년 10월 2일). “Detection of CN gas in Interstellar Object 2I/Borisov”. arXiv:1909.12144v2 [astro-ph.EP].
10. ↑  
Newly Discovered Comet Is Likely Interstellar Visitor NASA, September 12, 2019
11. ↑  Lee, Chien-Hsiu (2019년 12월 11일). “FLAMINGOS-2 infrared photometry of 2I/Borisov”. arXiv:1912.05628 [astro-ph.EP].
12. ↑  Astronomical Observatory, Jagiellonian University (2019년 10월 14일). “Interstellar Comet with a Familiar Look”. 《EurekAlert!》. 2021년 6월 23일에 원본 문서에서 보존된 문서. 2014년 10월 14일에 확인함.
13. ↑  
Grossman, Lisa (2019년 9월 12일). “Astronomers have spotted a second interstellar object”. 《Science News》 (미국 영어). 2019년 9월 16일에 확인함.
14. ↑  
Strickland, Ashley (2019년 9월 24일). “2nd interstellar visitor to our solar system confirmed and named”. 《CNN》 (영어).
15. 1 2 3  
“MPEC 2019-S72 : 2I/Borisov=C/2019 Q4 (Borisov)”. Minor Planet Center. 2019년 9월 24일에 확인함.
16. ↑  Overbye, Dennis (2019년 12월 7일). “The Interstellar Comet Has Arrived in Time for the Holidays - This weekend an ice cube from beyond our solar system will makes its closest approach to the sun, trailing mystery and dust.”. 《The New York Times》. 2019년 12월 7일에 확인함.
17. ↑  Corum, Jonathan (2019년 12월 7일). “Tracking Comet Borisov”. 《The New York Times》. 2019년 12월 7일에 확인함.
18. ↑  Shelton, Jim (2019년 11월 26일). “New image offers close-up view of interstellar comet”. 《예일대학교》. 2019년 12월 7일에 확인함.
19. ↑  
Gray, Bill. “Pseudo-MPEC for gb00234 (AutoNEOCP)”. Project Pluto. 2019년 9월 10일에 원본 문서에서 보존된 문서. 2019년 9월 13일에 확인함.
20. 1 2  
“COMET C/2019 Q4 (Borisov)”. Minor Planet Center. 2019년 9월 11일에 확인함.